# کایل ویمز
کایل ویمز (انگلیسی: Kyle Weems؛ زادهٔ ۲۳ اوت ۱۹۸۹) بازیکن بسکتبال اهل ایالات متحده آمریکا است.